# Cecilio Conditi
Cecilio Conditi (Buenos Aires, 23 de febrero de 1914- íd., 28 de febrero de 1983) fue un destacado sindicalista y político argentino, de corriente peronista. En 1949 fue elegido convencional constituyente por la Capital Federal, y en 1975 fue ministro de Trabajo de la Nación, durante la presidencia de María Estela Martínez de Perón.

## Orígenes sindicales
Pertenecía la Asociación Trabajadores del Estado (ATE) y era egresado de la Escuela Sindical de la CGT.
Hacia 1945 ya adhería al peronismo, ese mismo año participó de la reunión de la CGT del 16 del octubre, como miembro del Comité Central de esta central obrera. Mocionó y votó a favor de una huelga general, que la CGT convocaría para el 18 de octubre para exigir la libertad de Juan Domingo Perón. La movilización espontánea de los trabajadores se adelantó a la convocatoria de la CGT y provocó el histórico “17 de octubre”.

## Su militancia como dirigente peronista
En abril de 1946 integró la delegación de la CGT que concurrió a México a la “III Conferencia Interamericana del Trabajo”.
En 1947, Conditi fue designado por la CGT interventor de la AOT (Asociación Obrera Textil) y en 1949 de la FATIA (Federación Argentina de Trabajadores de Imprenta y Afines). Ocupó ese cargo hasta 1954, en que la normalización de este sindicato dio origen a la Federación Gráfica Argentina. El motivo de la intervención era una huelga de los gráficos, uno de los conflictos sindicales más relevantes de primer peronismo.
En 1949 también fue elegido convencional constituyente por Capital y formará parte de la Comisión de Poderes y Reglamentos.
Durante el segundo gobierno peronista, en 1953, fue el primer rector de la Universidad Obrera Nacional, la actual Universidad Tecnológica Nacional,fundada el 19 de agosto de 1948 e inaugurada el 17 de marzo de 1953. La Universidad había sido ideada para capacitar a los trabajadores e impulsar así el desarrollo de la industria nacional. Conditi se desempeñó al frente de esta institución hasta 1955, cuando el golpe de Estado de la Revolución «Libertadora» derrocó al presidente Juan Domingo Perón e intervino la universidad. durante su gestión se da la creación de múltiples dependencias anexas que complementaron la estructura del sistema creado. Entre 1953 y 1955 se organizaron la Federación Argentina de Estudiantes de la UON su Oficina de Prensa y Difusión, el Instituto de Extensión Cultural y Técnica, el Departamento Técnico y Didáctico, la Secretaría Gremial de la UON. A fines de 1954 se disponía la publicación del Anuario de la UON y Facultades Regionales y se retomaba el proyecto de creación de un edificio propio para la universidad.
Durante la presidencia de María Estela Martínez de Perón, en medio de las manifestaciones en contra del Rodrigazo — ajuste económico perjudicial para los asalariados— la CGT presionó a la presidenta para que nombrara a un sindicalista de su confianza para negociar aumentos de salarios, logrando finalmente el nombramiento de Conditi. Este logró que el gobierno accediera a compensar la devaluación anunciada con un masivo aumento de sueldos, con lo que tanto la CGT como el ministro de Economía Celestino Rodrigo resultaron derrotados en su pulseada por el poder. Rodrigo presentó la renuncia a mediados del mes de julio, casi simultáneamente con su mentor, el hasta entonces todopoderoso ministro de Bienestar Social José López Rega. Por su parte, Conditi y el nuevo ministro de Economía, Pedro José Bonanni, lograron mantenerse en sus cargos unos meses más.

## Fútbol y política
En 1955 fue presidente de la Asociación del Fútbol Argentino (AFA). Conditi era socio vitalicio del Club Atlético Chacarita Juniors.